# Stazione di Toyodachō
La stazione di Toyodachō (豊田町駅 Toyodachō-eki?) è una stazione ferroviaria della città di Iwata, nella prefettura di Shizuoka in Giappone. La stazione è servita dalla linea principale Tōkaidō della JR Central.

## Linee
JR Central
■ Linea principale Tōkaidō

## Caratteristiche
La stazione di Toyodachō possiede due marciapiedi laterali serventi due binari in superficie, ed è dotata di tornelli automatici di accesso ai binari che supportano la tariffazione elettronica TOICA.
| 1 | ■ Linea principale Tōkaidō | per Kakegawa, Shizuoka e Atami      |
| 2 | ■ Linea principale Tōkaidō | per Kakegawa, Hamamatsu e Toyohashi |

## Stazioni adiacenti
| «                                     | Servizio                              | »                                     |
| Linea principale Tōkaidō (JR Central) | Linea principale Tōkaidō (JR Central) | Linea principale Tōkaidō (JR Central) |
| ------------------------------------- | ------------------------------------- | ------------------------------------- |
| Iwata                                 | Locale                                | Tenryūgawa                            |
| L'Homeliner non ferma                 |                                       |                                       |